# Powiat orszański

Powiat orszański na mapie guberni mohylewskiej

Powiat orszański – dawny powiat województwa witebskiego (od 1618) I Rzeczypospolitej, po I rozbiorze – ujezd orszański guberni mohylewskiej Imperium Rosyjskiego.
Na jego terenie dziś leżą następujące rejony:
- łoźnieński
- orszański

na Białorusi.